# Whalfera venatrix
Whalfera venatrix (лат.) — ископаемый вид сетчатокрылых насекомых из семейства Rhachiberothidae. Обнаружены в эоценовых янтарях Европы (Великобритания).
Вид был впервые описан в 1983 году британским палеоэнтомологом П. Уэйлли  (Whalley, P. E. S. 1983) первоначально в составе семейства Mantispidae под названием Fera venatrix.
Вместе с другими ископаемыми видами сетчатокрылых насекомых, такими как Whalfera wiszniewskii, Spinoberotha mickaelacrai, Chimerhachiberotha acrasarii, Alboconis cretacica, Oisea celinea, Eorhachiberotha burmitica, Phthanoconis burmitica, Glaesoconis baliopteryx, Retinoberotha stuermeri, Paraberotha acra являются одними из древнейших представителей Neuroptera, что было показано в 2007 году американскими энтомологами Майклом Энджелом (Engel M.) и Дэвидом Гримальди (Grimaldi D. A.).